# تیم ملی بسکتبال زنان هلند
تیم ملی بسکتبال زنان هلند ، نماینده هلند در مسابقات بین‌المللی بسکتبال زنان است.